# Dangun

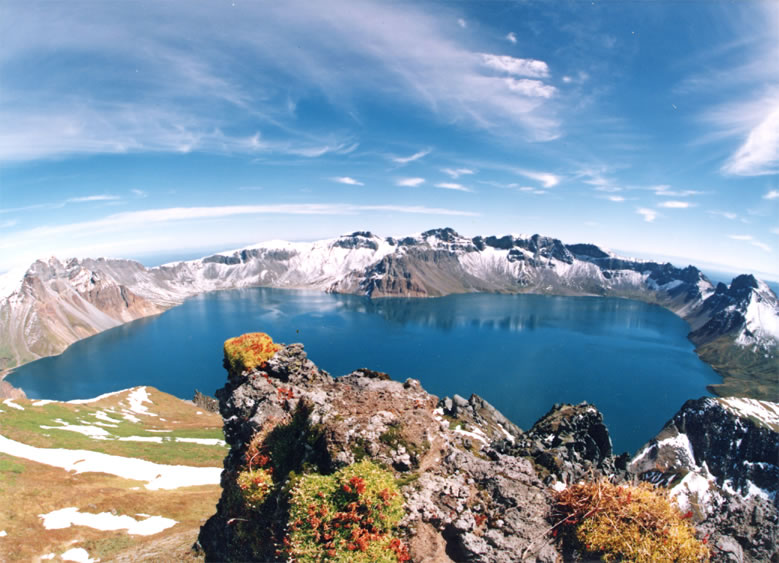
La leyenda afirma que el padre de Dangun aterrizó en el Lago Tianchi después de descender del cielo.

Dangun (en hangul, 단군; en hanja, 檀君; romanización revisada, Dangun; pronunciado [tan.ɡun]) o Dangun Wanggeom (en hangul, 단군왕검; en hanja, 檀君王儉; romanización revisada, Dangun Wanggeom; pronunciado [tan.ɡun waŋ.ɡʌm]) fue el legendario fundador de Gojoseon, el primer reino de Corea, alrededor de la actual Liaoning, Manchuria y la península de Corea. Se afirma que es el "nieto de los cielos" y que fundó el reino en 2333 a. C.. La primera versión grabada de la leyenda de Dangun aparece en el Samguk Yusa, del siglo XIII, que cita el libro chino de Wei y el Gogi (고기?, 古記?), el registro histórico perdido de Corea.
Hwanin y su hijo Hwanung son los otros fundadores míticos de Corea.

## Leyenda
La leyenda sobre Dangun empieza con la historia de su abuelo Hwanin (한인?, 桓因?, ‘divino regente’), que tuvo un hijo, Hwanung (환웅?, 桓雄?, ‘suprema divinidad regente’), quien quiso vivir en la Tierra, entre los ríos y las montañas. Con 3000 seguidores, Hwanung llegó al Monte Paektu, fundando una ciudad llamada Shinshi (신시?, 神市?, ‘la ciudad del dios’).
De acuerdo a la leyenda, Hwanung con sus ministros de nubes, lluvia y viento establecieron leyes y enseñaron el arte, la medicina y la agricultura. Dangun fue quien instruyó el desarrollo de la acupuntura y otros tipos de cultura.
Un oso y tigre pidieron a Hwanung que les transformara en seres humanos. Escuchando su oración, les dio un manojo de artemisa y dientes de ajo, ordenándoles que comieran solo esto y permanecieran en una cueva durante 100 días. Aunque el tigre se rindió después de 20 días y salió de la cueva, el oso continuó y finalmente se transformó en una mujer. Se dice que el tigre y el oso representan a dos tribus que buscaron el favor del príncipe celestial.
La mujer-oso (웅녀?, 熊女?, UngnyeoRR) se mostró agradecida e hizo ofrendas a Hwanung. Sin embargo, carecía de marido y se sintió triste, por lo que se puso a orar delante de un árbol divino (신단수, 神檀樹) para ser bendecida con un hijo. Hwanung, conmovido por sus oraciones, la tomó por esposa y engendró un hijo llamado "Dangun Wanggeom".
Dangun ascendió al trono, construyendo la ciudad amurallada de Asadal cerca de Pionyang (la actual capital de Corea del Norte), que fue el inicio de Gojoseon (Antiguo Joseon), que no debe confundirse con la muy posterior Joseon.

### Datos
Según el clásico Dongguk Tonggam, el emperador Dangun empezó a gobernar en 2333 a. C.. Samguk Yusa escribe que Dangun se hizo rey en el año 50° del reinado del emperador chino Yao, pero los anales de Joseon escriben que lo fue en el primer año de Yao.

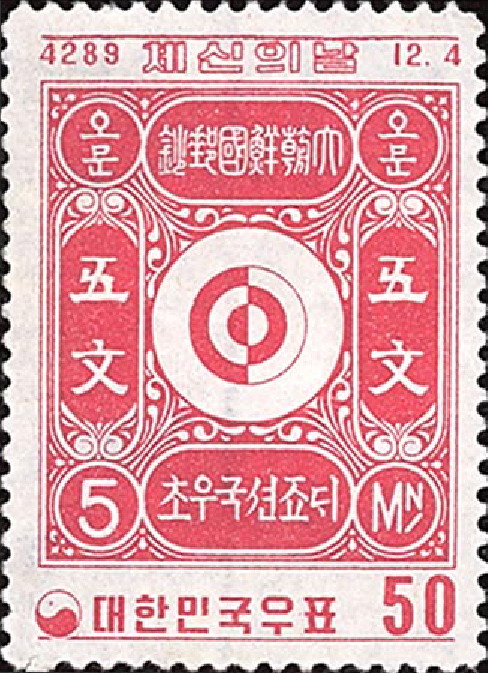
Un sello surcoreano en 1956 (Dangi 4289)

Hasta 1961, la era oficial surcoreana se llamaba Dangi (단기?, 檀紀?) y comenzaba en el año 2333 a. C.. Los seguidores del daejongismo que venera a Dangun como dios, consideran el tercer día de octubre como Gaecheonjeol («Festival de la Apertura del Cielo»). Este día es ahora una fiesta nacional en Corea del Sur, mientras que Corea del Norte considera el inicio del reinado Dangun a primeros del siglo XXX a. C..

## Recuerdos
El recuerdo más temprano sobre la leyenda de Dangun aparece en Samguk Yusa del siglo XIII, que cita el Libro de Wei (China) y otro libro desaparecido coreano Gogi (古記). Estas son las más conocidas y eruditas, pero otras aparecen en Jewang Un-gi por el estudioso Yi Seunghyu (1224-1300) de Goryeo y otros durante Joseon.
En Corea, Dangun se venera como una divinidad por los seguidores del cheondoísmo y daejongismo.

### Taekwondo
En la Federación Internacional de Taekwondo, Dangun es la segunda forma o tul (틀, forma) para aprobar el 8º Gup (cinturón amarillo) y el esquema consta de 21 pasos. Los estudiantes aprenden que este tul representa al legendario fundador de Corea en 2333 a. C.., escalando una montaña.

## Mausoleo de Dangun
Según una publicación de Corea del Norte, el mausoleo de Dangun que se excavó cerca de Pionyang, es el supuesto lugar donde está enterrado el legendario Dangun. Este sitio ocupa aproximadamente 1,8 km² (0.70 mi²) en el distrito de Kangdong. Según el libro, la tumba tiene forma de pirámide con 22 m (72 ft) altura y 50 m (164 ft).